# Thespesius occidentalis
Thespesius occidentalis es la única especie conocida del género dudoso extinto  Thespesius  (en griego “maravilloso”) de dinosaurio ornitópodo hadrosáurido, que vivió a finales del período Cretácico, hace aproximadamente 66 millones de años, en el Maastrichtiense, en lo que es hoy Norteamérica.

## Descripción
Las dos vértebras de la cola miden unos 5 centímetros de largo y la falange del dedo del pie de 29,4 centímetros. Esto indica que medía unos 8 metros. La mayoría de las ilustraciones de Thespesius, incluidos las obras de Charles Knight, se basan principalmente en material similar, o idéntico, en formas basadas a las de Edmontosaurus.

## Descubrimiento e investigación

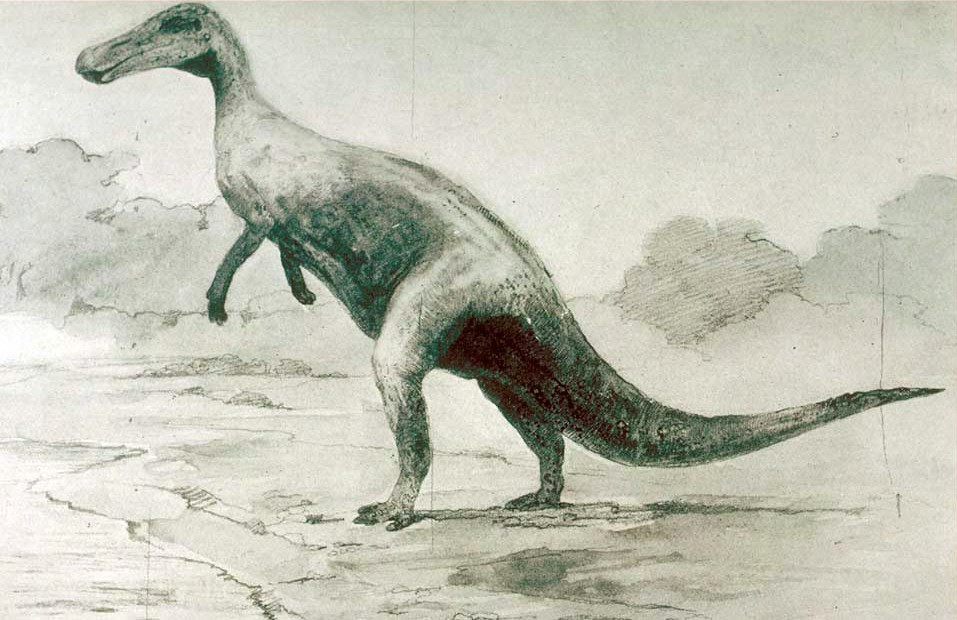
Ilustración de Thespesius de 1901, basado en especímenes ahora asignados a Edmontosaurus) por Charles R. Knight.

Thespesius occidentalis es solo conocido por una falange y dos vértebras caudales, encontradas en la Formación Lance de Dakota del Sur, Estados Unidos, aunque en un principio se pensó que databa del Mioceno. En 1855, el geólogo Ferdinand Vandeveer Hayden envió varios fósiles al paleontólogo Joseph Leidy en Filadelfia. Hayden los había recolectado de la superficie de una formación rocosa entonces conocida como la Gran Formación de Lignito, ahora reconocida como parte de la Formación Lance, en el Territorio de Nebraska, cerca del Río Grand, actual Dakota del Sur. Entre ellos se encontraban dos vértebras caudales y una falange . En 1856, Leidy nombró a la especie tipo Thespesius occidentalis por estos tres huesos. El nombre del género deriva del griego θεσπεσιος, thespesios, "maravilloso", por el tamaño colosal de los restos. Leidy evitó usar el sufijo "saurus" en el nombre del género porque Vandeveer Hayden había afirmado que los huesos provenían de una capa del Mioceno, por lo que existía la posibilidad de que el animal resultara ser un mamífero , aunque el propio Leidy estaba convencido de que era un dinosaurio El nombre específico significa "occidental" en latín . Las vértebras caudales, USNM 219 y USNM 221 y la falange del dedo medio del pie, USNM 220, forman la serie sintipo original . La especie tipo, Thespesius occidentalis, fue descrita por Joseph Leidy en 1856, que más tarde fue reasignada a Hadrosaurus occidentalis, después a H. milo, luego a Trachodon occidentalis y por último a Agathaumas milo y reasignada otra vez a Thespesius occidentalis, siendo hoy considerada dudosa. Otras especies han sido asignadas al género, pero luego fueron incluidas en otros. 
Al igual que Trachodon, otro género de pico de pato nombrado por Joseph Leidy, Thespesius es un género históricamente importante con una taxonomía intrincada que ha sido casi abandonada por los paleontólogos de dinosaurios modernos. Alrededor de 1900, algunos autores utilizaron el nombre para indicar todos los hadrosáuridos del Maastrichtiense tardío en América del Norte. En 1875, E. D. Cope declaró que consideraba a Agathaumas milo, que él consideraba una especie de Hadrosaurus en ese momento, conocido por huesos de miembros parciales y algunas vértebras, como un sinónimo de T. occidentalis. En 1900, un breve artículo publicado en Science por F. A. Lucas señaló que los fósiles originales de Thespesius occidentalis de Leidy eran indistinguibles de especímenes más completos que se habían referido a fines del siglo XIX a la especie Claosaurus annectens. Por lo tanto, argumentó Lucas, el nombre T. occidentalis debería usarse para este animal.
La opinión de Lucas fue apoyada por Charles W. Gilmore en un artículo de 1915 para Science que revaluaba el uso del género Trachodon. Una amplia variedad de especies de hadrosáuridos se han clasificado como Trachodon o "tracodontes", sobre todo los grandes especímenes "de pico de pato" recogidos por Cope y montados en el Museo Americano de Historia Natural. Gilmore señaló que los fósiles del holotipo de T. occidentalis eran "inadecuados", pero que el trabajo geológico mostró que, sin duda, procedían de los mismos yacimientos fósiles que Claosaurus annectens y que, por lo tanto, el nombre más antiguo, T. occidentalis, debería usarse para los "tracodontes" delñ Lanciano. Muchos investigadores posteriores, incluidos L. S. Russell y Charles M. Sternberg, continuaron usando los nombres Thespesius occidentalis o Thespesius annectens para los hadrosáuridos del Lanciano durante las décadas de 1920 y 1930.
Sin embargo, ya en 1913, el paleontólogo Lawrence Lambe consideró que los fósiles tipo de Thespesius occidentalis eran inadecuados y que cualquier inferencia basada en ellos era demasiado conjetural, como era el caso de Trachodon. En un influyente artículo de 1942 sobre hadrosáuridos de Richard S. Lull y Nelda E. Wright, los autores clasificaron la mayoría de los especímenes de Thespesius annectens en el nuevo género Anatosaurus y refirieron los especímenes gigantes de "pico de pato" de Cope a Anatosaurus copei. Aunque notaron que T. occidentalis posiblemente podría distinguirse de Anatosaurus en función de sus vértebras de cola más cortas, finalmente estuvieron de acuerdo con Lambe en que, a pesar de su importancia histórica, Thespesius occidentalis era demasiado incompleto para una buena comparación.. Ha sido generalmente ignorado como un nomen dubium desde entonces.
Una especie referida de Thespesius , T. saskatchewanensis, fue nombrada por Sternberg en 1926,  pero Nicolás Campione y David Evans encontraron que era un sinónimo de Edmontosaurus annectens en un estudio de 2011 sobre la diversidad de Edmontosaurus. Campione y Evans también encontraron a Thespesius edmontoni , nombrado por Gilmore en 1924, como sinónimo de Edmontosaurus regalis.

### Especies reasignadas
- T. agilis (Marsh, 1872/Hay, 1902) es incluida en Claosaurus agilis.
- T. altidens (Lambe, 1902/Steel, 1969) es un nomen dubium incluida en Lambeosaurus lambei.
- T. amurensis (Riabinin, 1925) es un nomen dubium incluida en Mandschurosaurus amurensis.
- T. annectens (Marsh, 1892/Sternberg, 1925) es incluida en Edmontosaurus annectens.
- T.  edmontoni (Gilmore, C.W. 1924) es incluida en Edmontosaurus annectens.,[12][13][14]
- T. arctatus (Cope, 1874/Steel, 1969) es un nomen dubium incluida en Cionodon arctatus.
- T. calamarius (Cope, 1876/Steel, 1969) es un nomen dubium incluida en Diclonius calamarius.
- T. edmontonensis (Gilmore, 1924/Weishampel y Horner, 1990) es incluida en Edmontosaurus edmontonensis.
- T. grallipes (Cope, 1890/Steel, 1969) es un nomen dubium incluida en Pteropelyx grallipes.
- T. kysylkumensis (Riabinin, 1931/Steel, 1969) es un nomen dubium incluida en Bactrosaurus kysylkumensis.
- T. longiceps (Marsh, 1890/Russell, 1930) es un nomen dubium incluida en Anatotitan longiceps.[15]
- T. marginatus (Lambe, 1902/Steel, 1969) es un nomen dubium incluida en Gryposaurus notabilis.
- T. pentagonus (Cope, 1876/Steel, 1969) es un nomen dubium incluida en Diclonius pentagonus.
- T. perangulatus (Cope, 1876/Steel, 1969 es un nomen dubium incluida en Diclonius perangulatus.
- T. saskatchewanensis (Sternberg, 1926) es incluida en Edmontosaurus saskatchewanensis.,[10][13][14]
- T. selwyni (Lambe, 1902/Steel, 1969) es un nomen dubium incluida en Trachodon selwyni.
- T. stenopsis (Cope, 1875/Steel, 1969) es un nomen dubium incluida en Cionodon stenopsis.

## Clasificación
Thespesius en 1860 fue trasladado al grupo Sauria por Leidy, que en ese entonces era un término colectivo que incluía de manera general a todos los reptiles extintos. A finales del siglo XIX, a menudo se le clasificaba como un miembro de la familia Iguanodontidae, y más tarde la especie fue asignada a varios grupos, primero a Trachodontidae y más tarde a Hadrosaurinae y a Hadrosauridae. Pero según estudios recientes es probable que haya estado relacionado con Hadrosauridae.